# Takashi Kojima
Takashi Kojima (født 4. august 1973) er en tidligere japansk fodboldspiller.
Han har spillet for flere forskellige klubber i sin karriere, herunder Kashiwa Reysol og Vissel Kobe.